# Tragocephala ducalis
Tragocephala ducalis là một loài bọ cánh cứng trong họ Cerambycidae.